# Скаличка, Владимир
Владимир Ска́личка (чеш. Vladimír Skalička, 19 августа 1909, Прага — 17 января 1991) — чешский лингвист, член-корреспондент Чехословацкой академии наук. Член Пражского лингвистического кружка. Разрабатывал проблемы теоретического языкознания и лингвистической типологии.

## Биография
В. Скаличка учился в Праге, Будапеште, Хельсинки. С 1936 года преподавал в Карловом университете в Праге, в 1946 году получил звание профессора.

## Научная деятельность
Переосмысливая традиционное типологическое различение флективных, агглютинативных, инкорпорирующих и изолирующих языков, В. Скаличка предлагает считать названные разновидности лишь идеальными типами, используемыми для классификации, в то время как системы естественных языков соответствуют им в той или иной мере.
В. Скаличка придавал значение уточнению традиционных интуитивных лингвистических понятий: слова, предложения, частей речи, — что было связано с необходимостью дать им определения, пригодные для сопоставления языков в рамках типологических исследований. Среди введённых самим Скаличкой понятий выделяется сема — минимальная единица значения, соотносимая с морфемой. Данное понятие основано на идеях С. О. Карцевского об асимметричном дуализме языкового знака. В. Скаличка различает две разновидности асимметрии: омосемию, при которой одно значение может выражаться различными морфемами (в грамматике примером омосемии могут служить различное выражение одного грамматического значения в разных типах склонения или спряжения), и омонимию, в случае которой одна морфема обозначает несколько сем, что типично для словоизменительных морфем флективных языков. Сам В. Скаличка признавал омонимию возможной лишь для грамматических морфем, считая все корни односемными; однако впоследствии возобладала иная точка зрения и возник компонентный анализ значений корневых и аффиксальных морфем.